# Juma Bah
Abdulai Juma Bah, né le 11 avril 2006 à Freetown au Sierra Leone, est un footballeur international sierraléonais qui évolue au poste de défenseur central à l'OGC Nice, en prêt de Manchester City.

## Biographie
Né en Sierra Leone de parents guinéens, le natif de Freetown, capitale du Sierra Leone, Juma Bah passe son enfance à aider ses parents dans leur boulangerie. Repéré en jouant dans les rues de la ville, il rejoint l'AIK Freetong en avril 2021.

### Carrière en club

#### Débuts à Valladolid
En 2022, il est prêté au Freetonians SLIFA FC, club disputant le championnat sierraléonais. Après deux ans au club, il est repéré par un observateur sportif du Real Valladolid. Bah signe le 26 août 2024 un contrat de prêt d'un an au club, et est initialement destiné à jouer avec la réserve en quatrième division.
Après un match seulement disputé avec le Real Valladolid Promesas, Juma Bah est appelé en équipe première par Paulo Pezzolano. Il fait ses débuts en championnat d'Espagne le 21 septembre 2024 contre la Real Sociedad à l'occasion d'un match nul 0–0 à domicile. Il devient ce faisant le premier sierraléonais à disputer un match de championnat d'Espagne.

#### Signature à Manchester City et prêt à Lens
Le 27 janvier 2025, il signe officiellement avec le club anglais de Manchester City. Il est directement prêté au Racing Club de Lens, club de Ligue 1, pour la seconde partie de saison 2024-2025,.
Sa première rencontre avec le club artésien a lieu à l'occasion de la vingtième journée de Ligue 1 en déplacement sur le terrain du Montpellier HSC. Les Sang et Or s'impose 2-0.[réf. nécessaire]

#### OGC Nice (prêt)
Le 25 juin 2025, Bah rejoint l’OGC Nice en prêt pour la saison 2025-2026.

### Carrière internationale
Juma Bah est appelé dès 2023 en équipe de Sierra Leone pour deux matchs amicaux contre le Bénin et la Somalie. Il n'entre cependant pas en jeu au cours de ces matchs.
Il fête sa première sélection le 20 mars 2025, titularisé en qualifications pour la Coupe du monde face à la Guinée-Bissau.

## Statistiques
| Saison                | Club                     | Championnat           | Championnat | Championnat | Championnat | Coupe(s) nationale(s) | Coupe(s) nationale(s) | Coupe(s) nationale(s) | Compétition(s) continentale(s) | Compétition(s) continentale(s) | Compétition(s) continentale(s) | Compétition(s) continentale(s) | Total | Total | Total |
| Saison                | Club                     | Division              | M.          | B.          | P.d.        | M.                    | B.                    | P.d.                  | Comp.                          | M.                             | B.                             | P.d.                           | M.    | B.    | P.d.  |
| 2024-2025             | Real Valladolid Promesas | Segunda Federación    | 1           | 0           | 0           | -                     | -                     | -                     | -                              | -                              | -                              | -                              | 1     | 0     | 0     |
| 2024-2025             | Real Valladolid          | Liga                  | 12          | 0           | 0           | 1                     | 0                     | 0                     | -                              | -                              | -                              | -                              | 13    | 0     | 0     |
| 2024-2025             | RC Lens (prêt)           | Ligue 1               | 10          | 0           | 0           | -                     | -                     | -                     | -                              | -                              | -                              | -                              | 10    | 0     | 0     |
| 2025-2026             | OGC Nice (prêt)          | Ligue 1               | 1           | 0           | 0           | -                     | -                     | -                     | C1                             | 2                              | 0                              | 0                              | 3     | 0     | 0     |
| Total sur la carrière | Total sur la carrière    | Total sur la carrière | 24          | 0           | 0           | 1                     | 0                     | 0                     | -                              | 2                              | 0                              | 0                              | 27    | 0     | 0     |

### En sélection nationale
| Saison                | Sélection             | Phases finales        | Phases finales | Phases finales | Phases finales | Éliminatoires | Éliminatoires | Éliminatoires | Matchs amicaux | Matchs amicaux | Matchs amicaux | Total | Total | Total |
| Saison                | Sélection             | Compétition           | M              | B              | Pd             | M             | B             | Pd            | M              | B              | Pd             | M     | B     | Pd    |
| --------------------- | --------------------- | --------------------- | -------------- | -------------- | -------------- | ------------- | ------------- | ------------- | -------------- | -------------- | -------------- | ----- | ----- | ----- |
| 2024-2025             | Sierra Leone          | -                     | -              | -              | -              | 2             | 0             | 0             | -              | -              | -              | 2     | 0     | 0     |
| Total sur la carrière | Total sur la carrière | Total sur la carrière | -              | -              | -              | 2             | 0             | 0             | -              | -              | -              | 2     | 0     | 0     |